# Synsepalum kassneri
Synsepalum kassneri är en tvåhjärtbladig växtart som först beskrevs av Adolf Engler, och fick sitt nu gällande namn av Terence Dale Pennington. Synsepalum kassneri ingår i släktet Synsepalum och familjen Sapotaceae. IUCN kategoriserar arten globalt som sårbar. Inga underarter finns listade i Catalogue of Life.